# سیارک ۱۱۸۲۹
سیارک ۱۱۸۲۹ (به انگلیسی: 11829 Tuvikene، نامگذاری:1984EU1)۱۱۸۲۹مین سیارک کشف شده‌است که در ۰۴ مارس ۱۹۸۴ کشف شد.